# Pollinator
Pollinator je jedenácté studiové album americké skupiny Blondie. Vydáno bylo v květnu roku 2017 společností BMG Rights Management a jeho producentem byl John Congleton. Většinu písní pro skupinu napsali jiní hudebníci, například Dev Hynes, Sia Furler a Johnny Marr. Jako hosté se na albu podíleli například Joan Jett a John Roberts. V americké hitparádě Billboard 200 se umístilo na 63. příčce, zatímco v britské dosáhlo čtvrté (mezi nezávislými alby se vyšplhalo až na první).

## Seznam skladeb
1. Doom or Destiny (Chris Stein, Debbie Harry) – 2:54
2. Long Time (Harry, Dev Hynes) – 4:35
3. Already Naked (Matthew Katz-Bohen, Laurel Katz-Bohen, Lucian Piane) – 4:06
4. Fun (David Andrew Sitek, Daniel Ledinsky, Erik Hassle, Adiam Feireiss) – 4:19
5. My Monster (Johnny Marr) – 3:29
6. Best Day Ever (Sia Furler, Nick Valensi) – 3:58
7. Gravity (Charlotte Aitchison, Dimitri Tikovoi) – 3:47
8. When I Gave Up on You (Michael Gregory, Andrew Gregory) – 4:02
9. Love Level (Stein, Harry) – 4:19
10. Too Much (M. Katz-Bohen, L. Katz-Bohen) – 3:08
11. Fragments (Adam Johnston) – 6:57

## Obsazení
Blondie
- Debbie Harry – zpěv
- Chris Stein – kytara
- Clem Burke – bicí
- Leigh Foxx – baskytara
- Matt Katz-Bohen – klávesy
- Tommy Kessler – kytara

Ostatní hudebníci
- The Gregory Brothers – doprovodné vokály
- Joan Jett – doprovodné vokály
- Johnny Marr – kytara
- John Roberts – doprovodné vokály
- Nick Valensi – kytara
- What Cheer? Brigade – rohy, bicí